# 旧金山州立大学
旧金山州立大学（英語：San Francisco State University）是美国加利福尼亚州一所公立大学。旧金山州立大学是二十三个加州州立大学之一，大学里提供9个领域的100多个学院。旧金山州立大学在美国西部名列前五十位。旧金山州立大学成立于1899年，它是加州一个最古老的公立大学。
2009到2010年，大约30469名学生在旧金山州立大学报名登记，其中82.1%是本科生，17.9%的研究生。

## 历史
- 1899年：创办旧金山州立学院。
- 1901年：诞生第一个毕业班
- 1906年：1906年的地震和火灾迫使学校第一次搬迁。
- 1921年：更名为旧金山州立师范学院
- 1923年：授予第一个文科学士学位
- 1935年：更名为旧金山州立大学
- 1953年：校园位于马德塞湖附近；正式时间是1954年10月10日。
- 1966年：1966年初的学生组织领导的校园抗议包括黑学生联盟，第三世界解放阵线，民主的社会。
- 1968年：一个耗时冗长的学生罢工爆发，已经发展成了一个重要的事件，在美国历史上的1960年代晚期。这次罢工得到了黑人学生领导的联盟和第三世界解放阵线的支持。这事件成为一个主要的新闻事件数周之后，马丁·路德·金遇刺。
- 1969年3月20日：罢工结束。
- 1972年：成为加州重点大学。
- 1974年：旧金山州立大学
- 1993年：开设了校园中心
- 1999年：庆祝学校100岁生日[4]
- 2007年：新校园中心建于835号市场街
- 2009年：学生举行抗议，抗议学校昂贵的学费，大幅裁员，数以百计的课程被切割从而节省数以百万计的教职工薪水。

## 学院
旧金山州立大学的学院包括：
- 艺术和人文学院
- 商业学院
- 教育学院
- 民族研究学院
- 健康和人类服务学院
- 科学与工程学院

## 排名

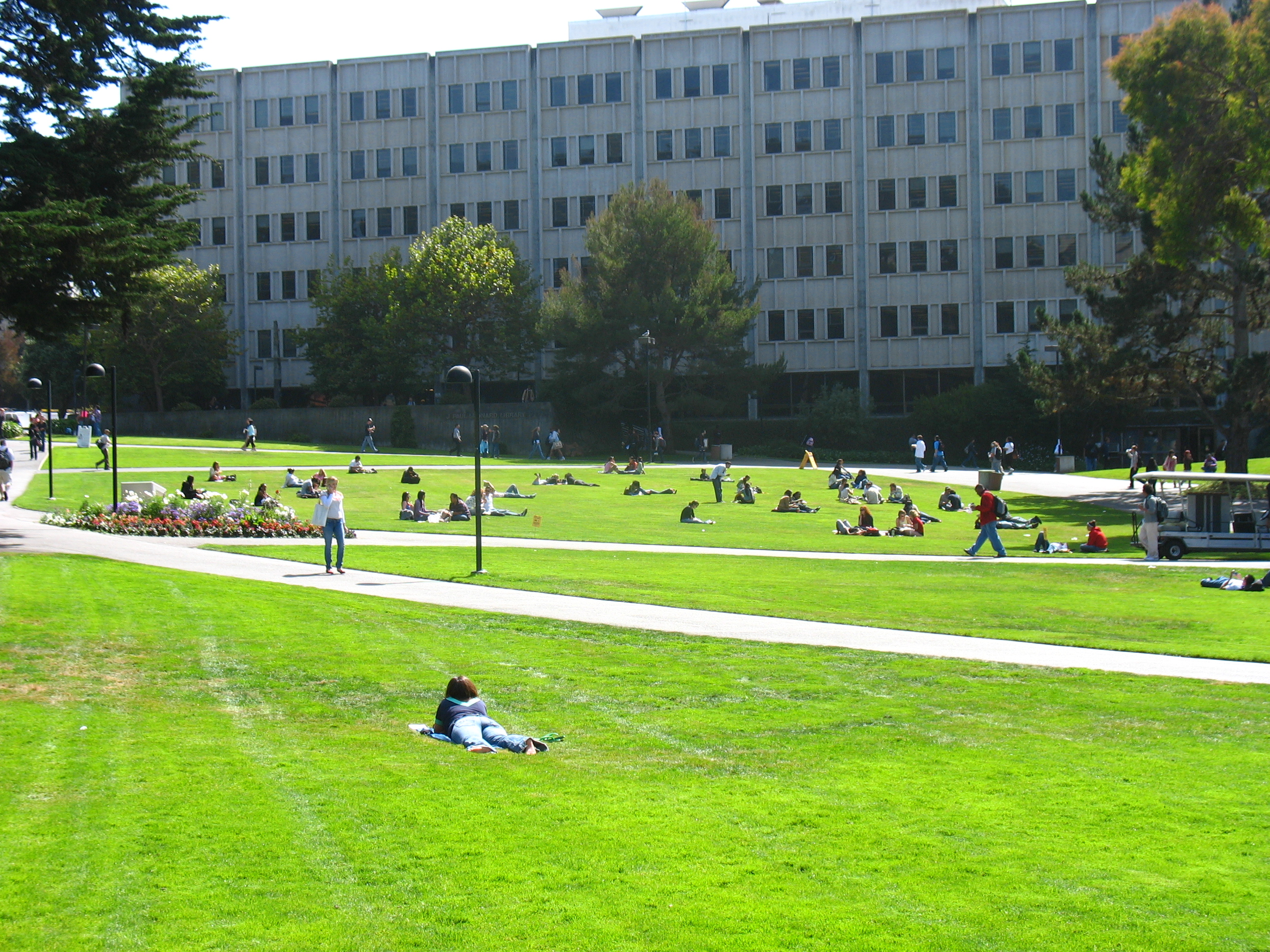
保罗·里奥纳德图书馆

2018年美國新聞與世界報導排名全球第845名。
2024年美國新聞與世界報導將舊金山州立大學排在國家級大學的排名內，排名第204名。
旧金山州立大学排名美国西部大学中的第四十五位。
2000年，旧金山州立大学被誉为“Western University peers”之一。
在美国西部有112所大学，旧金山州立大学名列第十位。
旧金山州立大学占了美国8%的交换生。
旧金山州立大学的物理医学治疗硕士课程是全美前二十名之一。
旧金山州立大学的生物科学本科生占全美1%。
旧金山州立大学在哲学硕士方面是世界及终端。

## 校园建筑

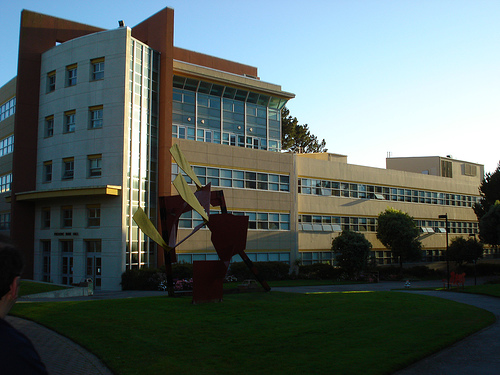
布克大厅

### 课程大楼

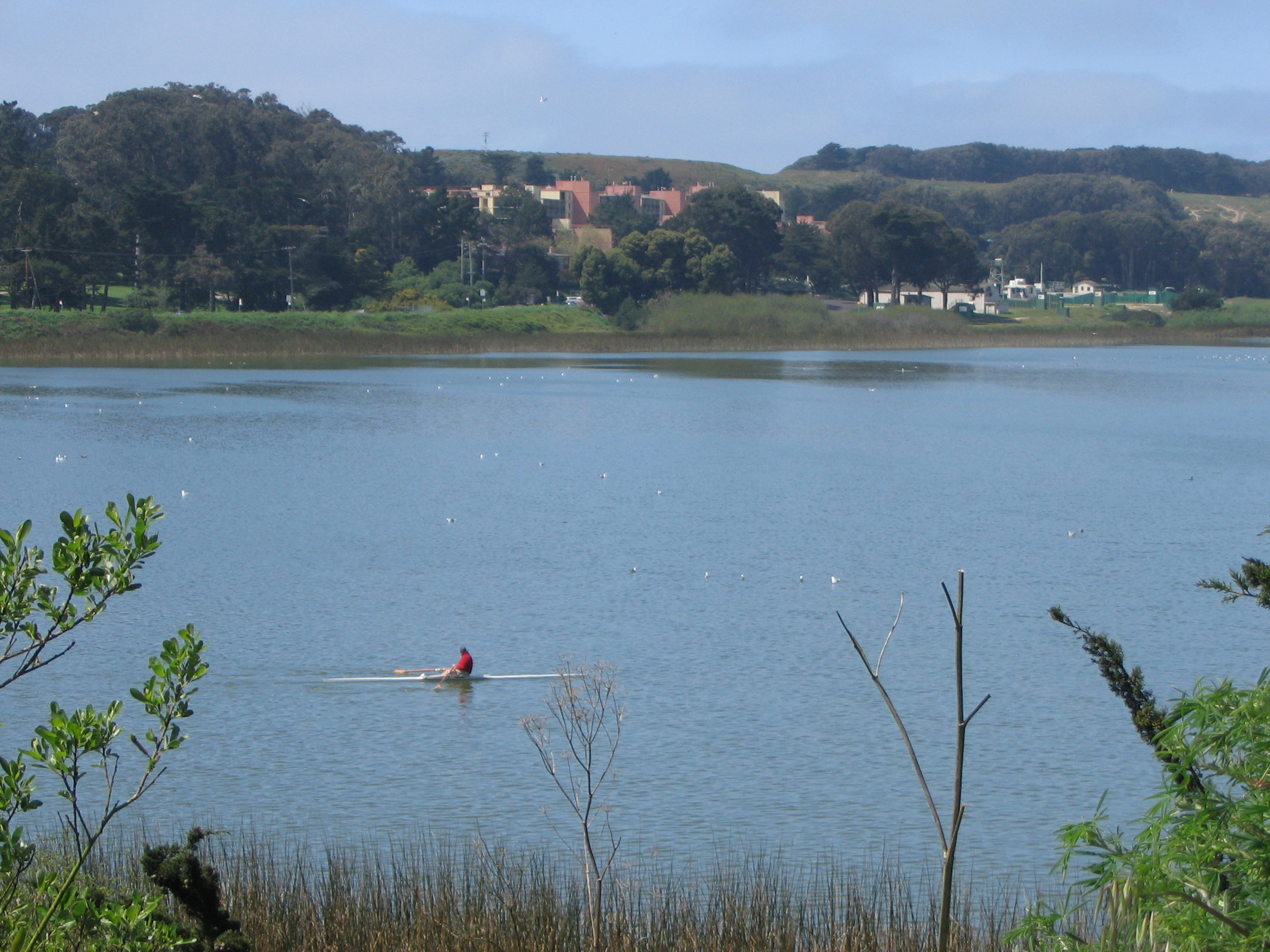
马德塞湖

- 布克大厅
- 管理局
- 商务楼
- 塞萨尔查韦斯学生中心
- 创作艺术建筑
- 民族研究学院和心理学院
- 美术大楼
- 体育馆
- 人文和社会科学大楼
- 保罗·里奥纳德图书馆
- 科学大楼
- 学生健康中心
- 学生服务大楼
- 桑顿大厅

### 住宅和社区
- 午餐厅 [10][11]
- 玛丽公园大厅 [12]
- 玛丽病房大厅 [13]
- 科学和技术的主题社区 [13]
- 塔 [14]
- 村庄 [15]
- 大学园北
- 大学园南

### 会议设施
- 七座山会议中心 [16]
- 塔会议中心 [17]
- 校园中心 [18]